# 13th Floor Elevators
13th Floor Elevators – amerykańska grupa rockowa sformowana w 1965 w Austin, powszechnie uważana za pierwszego przedstawiciela rocka psychodelicznego, oraz inicjatora tej nazwy w historii muzyki lat sześćdziesiątych.
13th Floor Elevators była również pierwszą grupą rockową, która w dość drastyczny sposób ukazała autodestrukcyjny wpływ rewolucji psychodelicznej, której od początku do końca działalności była jednym z "koryfeuszy". Wokół grupy narosły bowiem kontrowersje ze względu na zbyt śmiałe zachowanie muzyków na scenie oraz niemoralne teksty piosenek, co przysporzyło 13th Floor Elevators złą sławę. Coraz bardziej niebezpieczne przygody zespołu z zażywaniem LSD oraz innych narkotyków zakończyły jego karierę w 1969; bezpośrednim powodem było aresztowanie wokalisty, Roky'ego Ericksona pod zarzutem dealingu oraz uznanie go za niepoczytalnego i osadzenie w szpitalu psychiatrycznym.
Urozmaiceniem zespołu okazało się członkostwo Tommy'ego Halla, który poprzez swoją grę na dzbanku elektrycznym, uzupełnił psychodeliczne brzmienie o elementy muzyki jug band − w wydaniu elektrycznym.
31 maja 2019 roku w wieku 71 lat zmarł gitarzysta i wokalista Roky Erickson.

## Nazwa zespołu
Ponieważ nazwa 13th Floor Elevators (po polsku oznacza ona "Windy prowadzące na trzynaste piętro") brzmiała dla publiczności nieco zagadkowo, członkowie zespołu wielokrotnie wyjaśniali jej znaczenie. Roky Erickson sugerował, jakoby trzynaste piętro oznaczało po prostu trzynastą literę alfabetu angielskiego, którą jest "M". Ta z kolei jednoznacznie i dość prowokacyjnie kojarzyła się z marihuaną, podczas gdy elevators − "windy", to symbole percepcyjnych zdolności człowieka, których ostentacyjne łamanie granic i barier było główną ambicją grupy.

## Muzyka
13th Floor Elevators rozpoczynał działalność od coverowania przebojów bluegrassowych w stylu garażowym. Odkąd jednak muzycy wyrwali się spod pęt brytyjskiej inwazji, ich głównym celem było przyłączenie się do rewolucji kulturalnej lat 60. Odtąd poważnie podchodzili oni do swojej muzycznej działalności, uważając ją za pewnego rodzaju posłannictwo; stąd ekstrawaganckie zachowanie członków grupy, ich odizolowanie od kulturalnej bohemy oraz trudne w odbiorze mesjanistyczno-mistyczne teksty piosenek. Piosenki pisane przez Halla na ogół poruszają przy tym problem przedświadomych sił ludzkiej psychiki: przedstawiają one życie ludzkie jako zawieszone między koszmarem a codziennością, zaś stałymi motywami są lewitacja, reinkarnacja czy manicheizm.
Zbierając entuzjastyczne opinie krytyki, zyskała popularność wśród młodzieży hippisowskiej.

## Dyskografia
Grupa nagrała cztery płyty długogrające:
- The Psychedelic Sounds of the 13th Floor Elevators (listopad 1966)
- Easter Everywhere (listopad 1967)
- Live (lipiec 1968)
- Bull Of The Woods (styczeń 1969)

Dwie pierwsze spotkały się z bardzo przychylnym przyjęciem krytyki.